# 外接ハロ

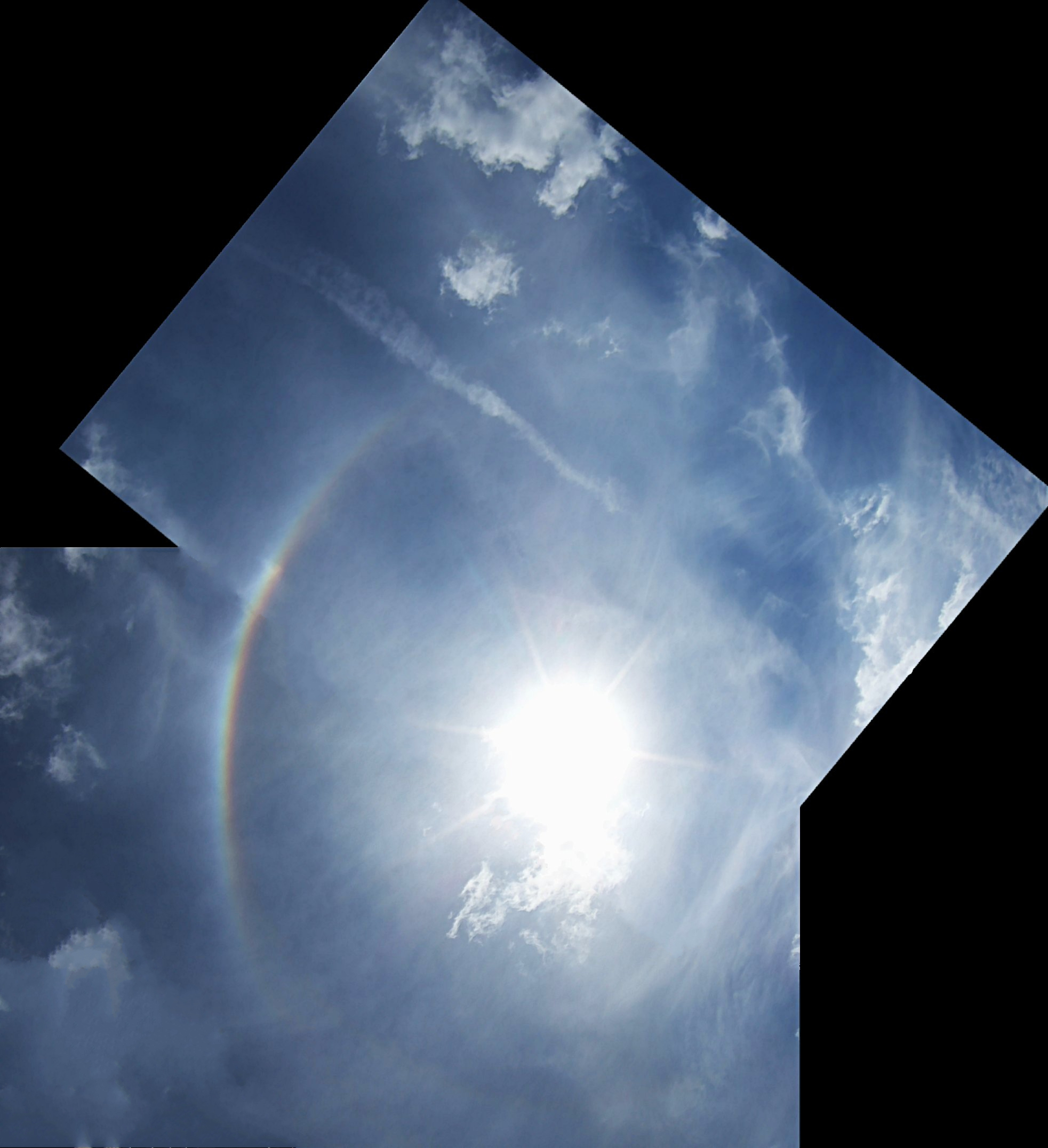
外接ハロ、写真2枚を重ね合わせたもの

外接ハロ（がいせつハロ）は大気光学現象の一つで、太陽の周りに楕円形の暈ができる現象である。内暈が見えている場合には、この楕円形の暈はその外側に接する（外接する）ように現れるため、外接ハロの名前がある。英語の"Circumscribed halo"の直訳。

## 解説
外接ハロは太陽の地平高度が約30度以上の場合に見られる現象である。太陽高度が大体45度より高い場合は、その形はおおよそ左右方向を長軸とする楕円形で、太陽の上下で内暈に接するように見える。太陽高度が高いほど楕円はより円に近くなる。太陽高度が45度では長軸の角距離はだいたい約60度であるが、太陽高度が60度では約50度まで減少する。短軸の角距離は内暈と同じであるので、太陽高度によらず約44度である。太陽高度が45度よりも低くなると外接ハロは徐々に左下と右下が膨らみ、凹を上下にひっくり返したような形に変わってくる。

## 上端接弧と下端接弧

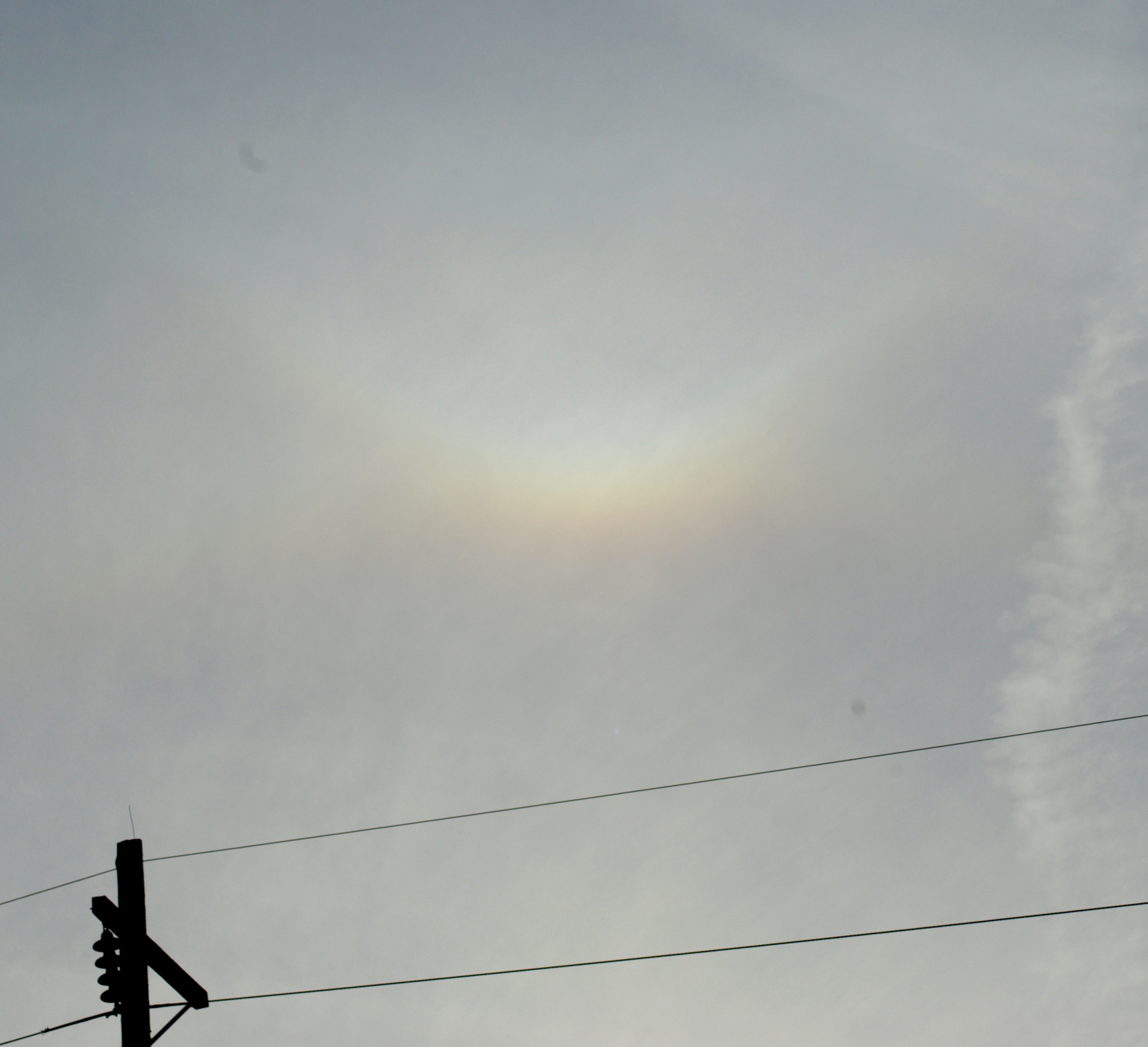
上部タンジェントアークの拡大写真

太陽高度が30度以下になると、この膨らんだ部分が消失し、外接ハロは太陽の上下に分離した2つの弧となる。この2つの弧のうち上側のものを上部タンジェントアーク（じょうぶ - 、Upper tangent arc）あるいは上端接弧（じょうたんせっこ）、下側のものを下部タンジェントアーク（かぶ - 、Lower tangent arc）あるいは下端接弧（かたんせっこ）と呼ぶ。これらも内暈の外側に接するように見えることは外接ハロと同じである。また、上部タンジェントアークと下部タンジェントアークを総称してタンジェントアークと呼ぶこともある。
太陽高度が30度に近い時には上部タンジェントアークは上下にかなりつぶれたM字型に見えるが、太陽高度が低くなるにつれて上に伸びて左右の部分が消えていき、ややつぶれたV字型に変形していく。一方下部タンジェントアークは、太陽高度が30度に近い時にはつぶれたΛ字型をひっくり返した形であるが、太陽高度が低くなると徐々に下に伸びてより尖ったΛ字型になる。太陽高度が22度以下になると下部タンジェントアークは地平線下に見えなくなってしまう。このように下部タンジェントアークは観測できる太陽高度が極めて狭い範囲であるため、観測が難しい。飛行機などからは太陽高度が22度以下でも下部タンジェントアークを観測できる。この場合、太陽高度が低くなるにつれて再びΛ字が開いていき、太陽高度が0度のときに上部タンジェントアークと下部タンジェントアークが太陽を挟んで対称になる。
タンジェントアークという名前はtangent（接する）とarc（弧）からきており、「接する弧」を意味する。タンジェントアークはどの太陽高度でも、内暈の上端と下端に接した円弧の形をしているので、この名が当てられたと考えられる。三角関数のタンジェントとは直接の関係は無い。

## 色とメカニズム
外接ハロ、タンジェントアークも暈と同様、虹のように色が分離して見える。色の並ぶ順序も暈と同様に太陽に近い側が赤、遠い側が紫となっている。
外接ハロとタンジェントアークが見える機構も暈と同様、太陽の光が雲の中の氷晶による屈折である。しかし暈が向きがランダムな氷晶によって見えるのに対し、外接ハロ、タンジェントアークは六角形の面が地面と垂直にそろった六角柱状の氷晶による。雲が長い六角柱状の氷晶からできており風が弱い場合、この氷晶は浮力によって六角形の面が地面に対して垂直の向きにそろう。この氷晶の側面（長方形の面）に太陽光が入射した時に、その2つ隣りの側面から出てくる光が外接ハロとタンジェントアークを見せる。氷晶がランダムな向きになっている場合にはこの光は内暈を見せることになる。内暈と外接ハロやタンジェントアークが同時に見えることもある。このときは雲の中の一部の氷晶が向きを揃えていて、残りはランダムな向きになっているという状態である。
外暈に対応する外接ハロの存在については詳しいことが分かっていない。氷晶がランダムな向きになっている時に、氷晶の側面（長方形の面）に太陽光が入射し、底面（六角形の面）から出てくる光が外暈を見せる。この氷晶の六角形の面が地面と垂直にそろった時に見える大気光学現象はラテラルアークであり、外暈に外接はするが閉じた円形にはならない。
また、太陽高度が0度のときには、上部タンジェントアークの下端がパリーアークの下端と重なり、太陽高度が40度のときには、外接ハロ頂上部がパリーアークの頂上部と重なる。